# Weekly Shōnen Magazine
Weekly Shōnen Magazine (Nhật: 週刊少年マガジン Hepburn: Shūkan Shōnen Magajin) là một tạp chí tuyển tập shōnen manga, xuất bản vào thứ Tư hàng tuần bởi Kodansha, được phát hành lần đầu vào ngày 17 tháng 3 năm 1959. Tạp chí chủ yếu được độc giả lớn tuổi đọc, với một phần đáng kể độc giả thuộc nhóm nam sinh trung học hoặc sinh viên đại học. Theo số liệu về lượng phát hành do Hiệp hội các nhà xuất bản tạp chí Nhật Bản đưa ra, lượng phát hành của tạp chí đã giảm liên tục trong mỗi quý kể từ lần đầu tiên hồ sơ được thu thập từ tháng 4 đến tháng 6 năm 2008. Tuy nhiên, đây không phải là trường hợp cá biệt khi internet ngày một phổ biến tại Nhật Bản.The Knight in the Area